# Miloslav Mečíř Jr
Miloslav Mečíř Jr (Praga, 20 de janeiro de 1988) é um tenista profissional eslovaco.
Ele é filho do ex-tenista medalhista olímpico de ouro Miloslav Mečíř, seu grande feito foi furar o qualificatório de Roland Garros em 2014.  

## ITF Finais

### Simples finais
| Legenda                   |
| ATP Challenger Tour (0–1) |
| Futures Tour (6–8)        |

### Simples: 15 (6–9)
| Resultado | N. | Data                   | Torneio                                        | Piso    | Oponente             | Placar                    |
| Vice      | 1. | 3 de dezembro de 2007  | Rep. Tcheca F5 Futures, Frydland Nad Ostravici | Carpete | Konstantin Kravchuk  | 7–6 (7–5), 4–6, 6–7 (3–7) |
| Campeão   | 1. | 26 de janeiro de 2009  | Áustria F3 Futures, Bergheim by Salzburg       | Carpete | Nicolas Reissig      | 6–3, 6–4                  |
| Vice      | 2. | 16 de março de 2009    | Suíça F3 Futures, Vaduz                        | Carpete | Dustin Brown         | 6–3, 4–6, 6–7 (6–8)       |
| Vice      | 3. | 31 de agosto de 2009   | Israel F5 Futures, Ramat Hasharon              | Duro    | Noam Okun            | 3–6, 2–6                  |
| Campeão   | 2. | 8 de fevereiro de 2010 | Israel F3 Futures, Eilat                       | Duro    | Thomas Fabbiano      | 6–4, 7–6(8–6)             |
| Campeão   | 3. | 26 de julho de 2010    | Reino Unido F11 Futures, Chiswick              | Duro    | Joshua Milton        | 6–2, 6–4                  |
| Vice      | 4. | 27 de junho de 2011    | Espanha F22 Futures, Palma de Rio              | Duro    | Arnau Brugués-Davi   | 1–6, 3–6                  |
| Vice      | 5. | 9 de abril de 2012     | Turquia F14 Futures, Antalya-Belconti          | Duro    | Jan Minář            | 6–4, 6–7(5–7), 3–6        |
| Vice      | 6. | 30 de julho de 2012    | Eslováquia F1 Futures, Piešťany                | Saibro  | Andrej Martin        | 6–1, 6–7(5–7), 1–6        |
| Vice      | 7. | 27 de agosto de 2012   | Áustria F8 Futures, St. Pölten                 | Saibro  | Riccardo Bellotti    | 4–6, 3–6                  |
| Campeão   | 4. | 12 de novembro de 2012 | Rep. Tcheca F9 Futures, Jablonec nad Nisou     | Carpete | Marek Michalicka     | 6–4, 3–6, 7–6 (7–3)       |
| Campeão   | 5. | 21 de janeiro de 2013  | Alemanha F3 Futures, Kaarst                    | Carpete | Matwé Middelkoop     | 6–2, 7–6(7–3)             |
| Campeão   | 6. | 18 de março de 2013    | Croácia F5 Futures, Rovinj                     | Saibro  | Dominic Thiem        | 5–5 ret.                  |
| Vice      | 8. | 20 de janeiro de 2014  | Alemanha F3 Futures, Kaarst                    | Carpete | Nikoloz Basilashvili | 6–2, 5–7, 3–6             |
| Vice      | 9. | 28 de abril de 2014    | Prosperita Open, Ostrava                       | Saibro  | Andrey Kuznetsov     | 6–2, 3–6, 0–6             |

### Duplas finais
| Legenda                   |
| ATP Challenger Tour (1–0) |
| Futures Tour (1–2)        |

#### Duplas: 4 (2–2)
| Resultado | N. | Data                   | Torneio                           | Piso   | Parceiro       | Oponentes                      | Placar            |
| Vice      | 1. | 31 de agosto de 2009   | Israel F5 Futures, Ramat Hasharon | Duro   | Marcus Daniell | John Paul Fruttero G. D. Jones | 6–3, 2–6, [4–10]  |
| Campeão   | 1. | 25 de janeiro de 2010  | Israel F1 Futures, Eilat          | Duro   | Andrej Martin  | Wu Di Zhang Ze                 | 6–2, 6–3          |
| Vice      | 2. | 1 de fevereiro de 2010 | Israel F2 Futures, Eilat          | Duro   | Andrej Martin  | Cory Parr Todd Paul            | 6–3, 3–6, [5–10]  |
| Campeão   | 2. | 12 de junho de 2010    | Košice, Eslováquia                | Saibro | Marek Semjan   | Ricardo Hocevar Caio Zampieri  | 3–6, 6–1, [13–11] |